# Telén
Telén är en ort i Argentina.   Den ligger i provinsen La Pampa, i den centrala delen av landet, 700 km väster om huvudstaden Buenos Aires. Telén ligger 303 meter över havet och antalet invånare är 1 549.
Terrängen runt Telén är platt. Trakten runt Telén är nära nog obefolkad, med mindre än två invånare per kvadratkilometer.. Närmaste större samhälle är Victorica, 8,6 km nordost om Telén.
Omgivningarna runt Telén är i huvudsak ett öppet busklandskap.